# Scinax hiemalis
Scinax hiemalis es una especie de anfibios de la familia Hylidae. Es endémica de Brasil.
Sus hábitats naturales incluyen bosques tropicales o subtropicales secos y a baja altitud, ríos y marismas de agua dulce. Está amenazada de extinción por la destrucción de su hábitat natural.